# Traité d'Aranjuez (1801)
Pour les articles homonymes, voir Traité d'Aranjuez.

Carte de l'Italie en 1796.

Le traité d'Aranjuez est signé le 21 mars 1801 par la France et l'Espagne représentées respectivement par Lucien Bonaparte et Manuel Godoy. L'accord global confirme les termes du traité de San Ildefonso du 1er octobre 1800 : 
- Ferdinand Ier, le duc Bourbon de Parme, remet le duché de Parme (avec Plaisance et Guastalla) à la France.
- Louis, le fils de Ferdinand reçoit le grand-duché de Toscane, qui devient le royaume d'Étrurie.
- La partie de l'île d'Elbe appartenant à la Toscane revient à la France, en compensation, la principauté de Piombino en Toscane et l'état des Présides sont cédés par la France à Louis.
- En cas de défaillance de la succession de Louis, les droits au trône de la Toscane reviennent à la famille royale espagnole.
- L'indemnisation conjointe par la France et l'Espagne du duc Ferdinand pour la renonciation au duché de Parme.
- Cession de la Louisiane par l'Espagne à la France.
- Évincé, Ferdinand III, grand-duc de Toscane et frère cadet de l'empereur germanique François II, reçoit en compensation les territoires ecclésiastiques de l'archevêché de Salzbourg sécularisées.

Ce nouvel accord est ratifié par le roi d'Espagne Charles IV le 11 avril de cette même année. Bien que cela ne soit pas précisé dans le traité, la délégation française s'engage à ce que dans le cas où la France souhaite se défaire de la Louisiane, elle devra la restituer à l'Espagne et à aucun autre pays.